# Castelo de Okazaki

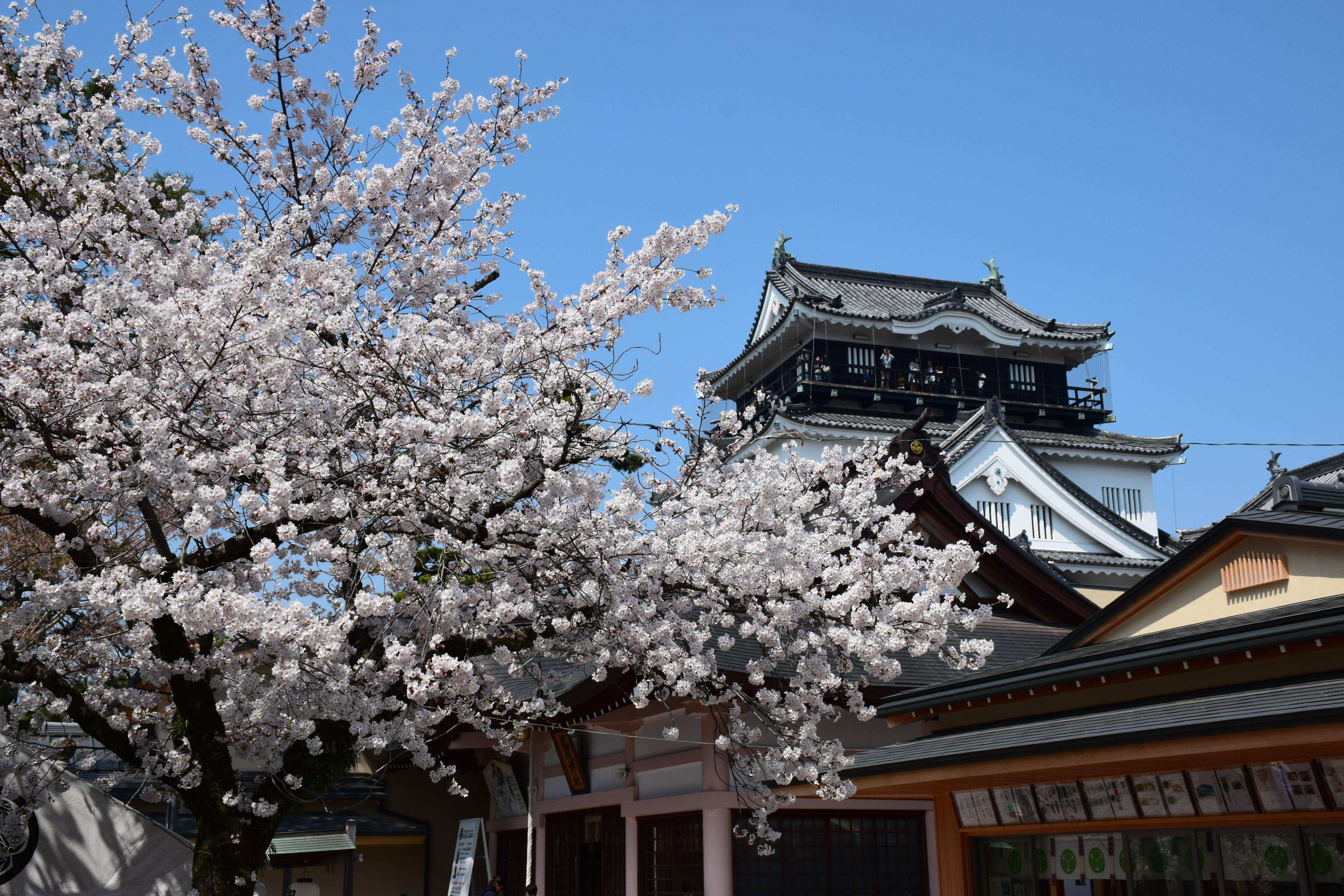
Castelo Okazaki em Okazaki

O Castelo de Okazaki (岡崎城, Okazaki-jo) está localizado em Okazaki, na província de Aichi, no Japão. Foi construído entre 1455 e 1542. No final do período Edo, o castelo Okazaki foi a sede do clã Honda, daimyo do Domínio de Okazaki, no entanto o castelo ficou mais conhecido por possuir ligações com Tokugawa Ieyasu e o clã Tokugawa. O castelo foi também denominado dec Tatsu jo (龍城).

## História
Saigo Tsugiyori mandou construir em 1455 uma muralha de terra na área de Myodaiji Okazaki perto do actual castelo. Tendo adquirido o controle da área em 1524, Matsudaira Kiyoyasu demoliu a antiga fortificação e construiu o castelo de Okazaki no atual local. O seu conhecido filho Matsudaira Motoyasu, (mais tarde chamado de Tokugawa Ieyasu) nasceu lá em 16 de dezembro de 1542. Entretanto, os Matsudaira foram derrotados pelo clã Imagawa em 1549 e Ieyasu foi levado para o Castelo de Sunpu como refém. Após a derrota de Imagawa na batalha de Okehazama, Ieyasu tomou posse do castelo em 1560 e deixou o seu filho mais velho Matsudaira Nobuyasu como governante, quando se mudou para o Castelo Hamamatsu em 1570. Depois de Oda Nobunaga ordenar a morte de Nobuyasu em 1579, o clã Honda tornou-se efectivo. Após a deslocação forçada de Tokugawa para Edo após o cerco de Odawara (1590) por Toyotomi Hideyoshi, o castelo foi dado a Tanaka Yoshimasa que melhorou significativamente suas fortificações, expandiu a vila do castelo e desenvolveu o Okazaki-shuku em Tōkaidō.
A seguir ao estabelecimento do shogunato Tokugawa, o domínio foi criado e Ieyasu impediu que Okazaki fosse governado por Honda Yasushige. Uma torre de três andares foi concluída em 1617. O clã Honda foi substituído pelo clã Mizuno de 1645 a 1762 e pelo clã Matsudaira de 1762 a 1769. Em 1769, um filial do clã Honda retornou para Okazaki e governou até à Restauração Meiji. Em 1869, Honda Tadanao, o último daimyo domínio de Okazaki, concedeu o castelo Okazakideu ao novo governo Meiji. Com a abolição do sistema han, em 1871, a área tornou-se parte do prefeitura de Nukata, enquanto que o castelo de Okazaki serviu como zona geral da prefeitura. Entretanto a prefeitura de Nukata ajuntou-se à prefeitura de Aichi em 1872 e a capital da província foi transferida para Nagoya. De acordo com as diretrizes do governo em 1873, o castelo foi demolido e quase toda a sua terra foi vendida a proprietários privados.
O atual forte foi reconstruído em 1959 para apoiar o turismo local. Em 2006, o castelo estava na lista dos cem notáveis castelos japoneses. A estrutura de concreto armado tem três telhados e cinco pisos interiores, e apresenta exposições de artefatos do castelo original, espadas japonesas, armaduras e dioramas retratando a história local. O portão principal do castelo foi reconstruído em 1993, e a torre a leste, yagura, em 2010. Em 2007, trabalhos junto ao castelo revelaram que a pedra utilizada era dos antigos montes feudais, apoiando a hipótese de que o castelo Okazaki foi já o quarto maior castelo no Japão.
A área ao redor do castelo é agora um parque com um museu dedicado à vida de Tokugawa Ieyasu e ao samurai Mikawa, casas de chá, um teatro Noh, uma pequena torre do relógio com os tradicionais bonecos Karakuri e uma impressionante porta de entrada. O parque é famoso pelas suas flores sakura, wisteria e azalea.